# Нефелометр

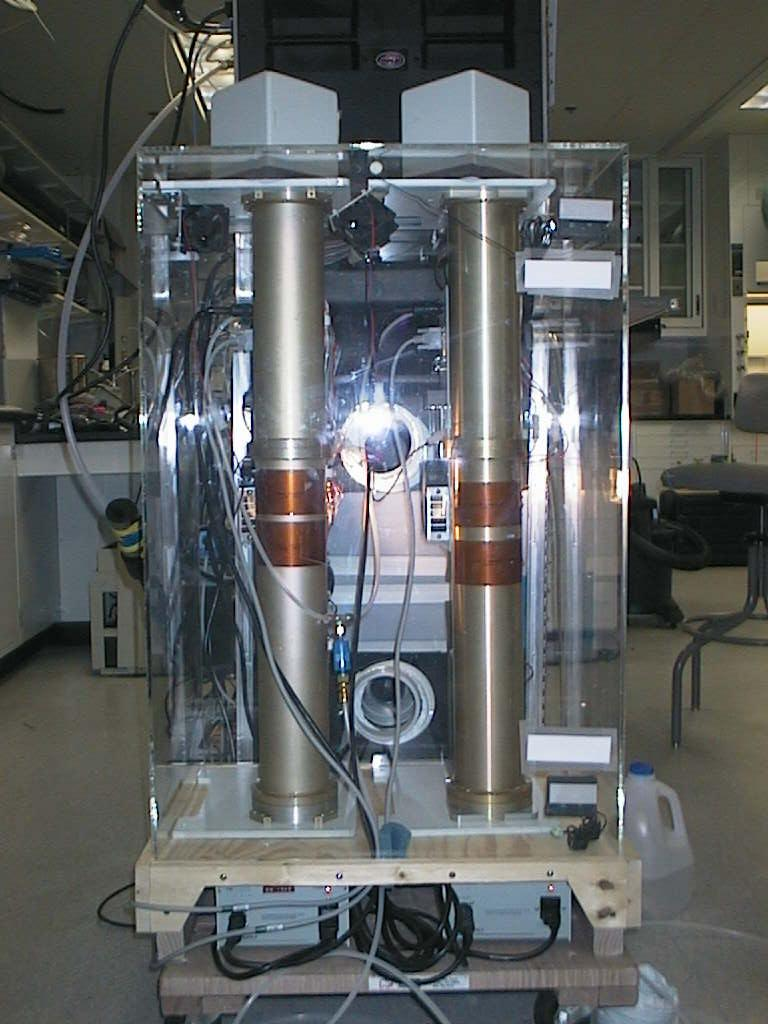
Нефелометр.

Нефелометр — прилад, яким вимірюють ступінь каламутності рідин, колоїдних розчинів або густину туманів. Нефелометри бувають візуальні й фотоелектричні. Чутливість методу близько 10-4 %, похибка 5-10 %. Нефелометри застосовують для визначення хлоридів (у вигляді зависі AgCl), сульфатів (у вигляді зависі BaSO4) при аналізі різних матеріалів, наприклад, руд, мінералів.